# Ford Frick
Ford Christopher Frick (Wawaka, 19 dicembre 1894 – New York, 8 aprile 1978) è stato un giornalista e dirigente sportivo statunitense nella Major League Baseball (MLB). È stato introdotto nella National Baseball Hall of Fame nel 1970.

## Carriera
Dopo avere lavorato come insegnante e come giornalista sportivo per il New York American, Frick il direttore delle pubbliche relazioni della National League (NL), dopo di che fu il presidente della lega dal 1934 al 1951. Fu il terzo Commissioner della Major League Baseball (MLB) dal 1951 al 1965.
Mentre Frick era presidente della NL, ebbe un ruolo di primo piano nella nascita della Baseball Hall of Fame come museo che onora i migliori giocatori della storia del baseball. Eliminò inoltre le minacce di uno sciopero dei giocatori in risposta al processo di integrazione razziale nelle major league. Durante il suo periodo come Frick, vi un'espansione delle squadre e la MLB rischiò di vedersi revocata dal Congresso la possibilità di ignorare le regole antitrust. Introdotto nella Hall of Fame nel 1970, il Ford C. Frick Award premia annualmente i migliori telecronisti della MLB.
La decisione più controversa di Frick come commissioner fu di tenere due record separati per il maggior numero di fuoricampo in una stagione per Babe Ruth e Roger Maris nel 1961, basandosi sulla durata dei calendari delle stagioni. Frick tenne una conferenza stampa stabilendo che un giocatore avrebbe dovuto battere più di 160 home run nelle sue prime 154 partite per essere considerato il detentore del record. Lo scrittore Allen Barra dal canto suo affermò che la MLB non ebbe il controllo diretto dei record fino a molti anni dopo e, nel giro di pochi anni, tutti classificarono Maris come detentore del primato. Scrisse anche che Frick e Ruth erano legati da uno stretto vincolo di amicizia e che Frick era presente al capezzale di Ruth poco prima della sua scomparsa.